# Toward the Within
Toward the Within  es el primer álbum oficial en vivo de Brendan Perry y Lisa Gerrard del grupo Dead Can Dance. Fue editado en 1994 y contiene 15 canciones. Solo cuatro aparecieron en sus álbumes anteriores, y dos de ellas fueron luego regrabadas e incluidas en el primer álbum solista de Lisa Gerrard,  The Mirror Pool . Junto con Perry y Gerrard participaron otros músicos que habían tocado con ellos en otras ocasiones.

## Descripción
Se grabó en una toma en noviembre de 1993 en Mayfair Theatre en Santa Mónica, California y fue lanzado por 4AD como un álbum y video (VHS y LaserDisc) un año después. Fue el último evento importante que tuvo lugar en el Mayfair Theatre antes de que se dañara severamente en el terremoto de 1994 en enero de 1994 y tuvo que cerrarse indefinidamente. El video fue filmado por el productor Mark Magidson, conocido por su trabajo en la película de 1992   Baraka . Contiene entrevistas con Gerrard y Perry, así como un video musical de "Yulunga (Spirit Dance)", compuesto de clips de Baraka.
Si bien el CD funciona como la banda sonora del video, ninguno contiene todo el programa. El CD carece de "Gloridean", así como la canción reproducida en los créditos finales del video, mientras que el video carece de "Persian Love Song" y las imágenes del concierto de "Yulunga (Spirit Dance)".
En 2001,  Toward the Within  se reeditó en DVD y se incluyó en el paquete  Dead Can Dance (1981-1998) . Además del contenido original, el lanzamiento del DVD contenía algunos extras: una discografía; videos musicales de "Frontier", "The Protagonist" y "The Carnival Is Over"; y un capítulo de  Baraka  titulado "Calcutta Foragers / Homeless", que se encuentra en "The Host of Seraphim" de Dead Can Dance. En 2004, el DVD se lanzó en un paquete independiente.

## Intérpretes
Lista de músicos que participaron en el concierto en vivo Toward the Within.
- Brendan Perry (voz, percussion, guitar, flute, yangqin)
- Lisa Gerrard (voz, yangqin, percusión)
- Lance Hogan (guitarra)
- Andrew Claxton (teclado, percusión)
- John Bonnar (teclado, percusión)
- Rónán Ó Snodaigh (percusión)
- Robert Perry (percusión, flauta, guitarra)[2]

## Canciones
1. "Rakim" – 6:25
2. "Persian Love Song" – 2:56
3. "Desert Song" – 4:20
4. "Yulunga (Spirit Dance)" (from Into the Labyrinth) – 7:12
5. "Piece for Solo Flute" – 3:34
6. "The Wind That Shakes the Barley" (from Into the Labyrinth) – 3:12
7. "I Am Stretched on Your Grave" – 4:38
8. "I Can See Now" – 2:56
9. "American Dreaming" – 4:55
10. "Cantara" (from Within the Realm of a Dying Sun) – 5:15
11. "Oman" – 5:49
12. "The Song of the Sibyl" (from Aion) – 4:31
13. "Tristan" – 1:48
14. "Sanvean" – 4:05
15. "Don't Fade Away" – 6:12

Nota: "Persian Love Song" se basa en una antigua canción persa. La misma canción fue usada por David Sylvian en "Nostalgia" (del LP  Brilliant Trees ), aunque Sylvian no especificó eso en los créditos del álbum.
"I Stretched on Your Grave" se basa en un poema anónimo del siglo XVII. Sinéad O'Connor grabó la canción en un estilo más tradicional en I Do Not Want What I Haven't Got.